# روبنوو
روبنوو (به آلمانی: Rubenow) یک شهر در آلمان است که در فرپومرن-گرایفسوالد واقع شده‌است. روبنوو ۷۹۱ نفر جمعیت دارد.